# 香青
香青（学名：Anaphalis sinica），又名通肠香，为菊科香青属的植物。分布于日本、朝鲜以及中国中部、北部、东部及南部等地，生长于海拔400米至2,000米的地区，常生长在亚高山灌丛、低山、山坡、草地以及溪岸。常被误称为“籁萧”、“萩”，但其应为蒿属植物。台灣玉山香青除全草具藥用價值，花曬乾可做杭菊代用品，將之泡茶能解熱、清目。惟目前高山地區都屬保育區，園區植物禁止採摘。

## 异名
- Anaphalis sinica Hance var. densata Ling
- Anaphalis sinica Hance var. lanata Ling
- Anaphalis sinica Hance var. remota Ling
- Anaphalis sinica Hance var. remota Ling f. rubra Ling

## 圖片

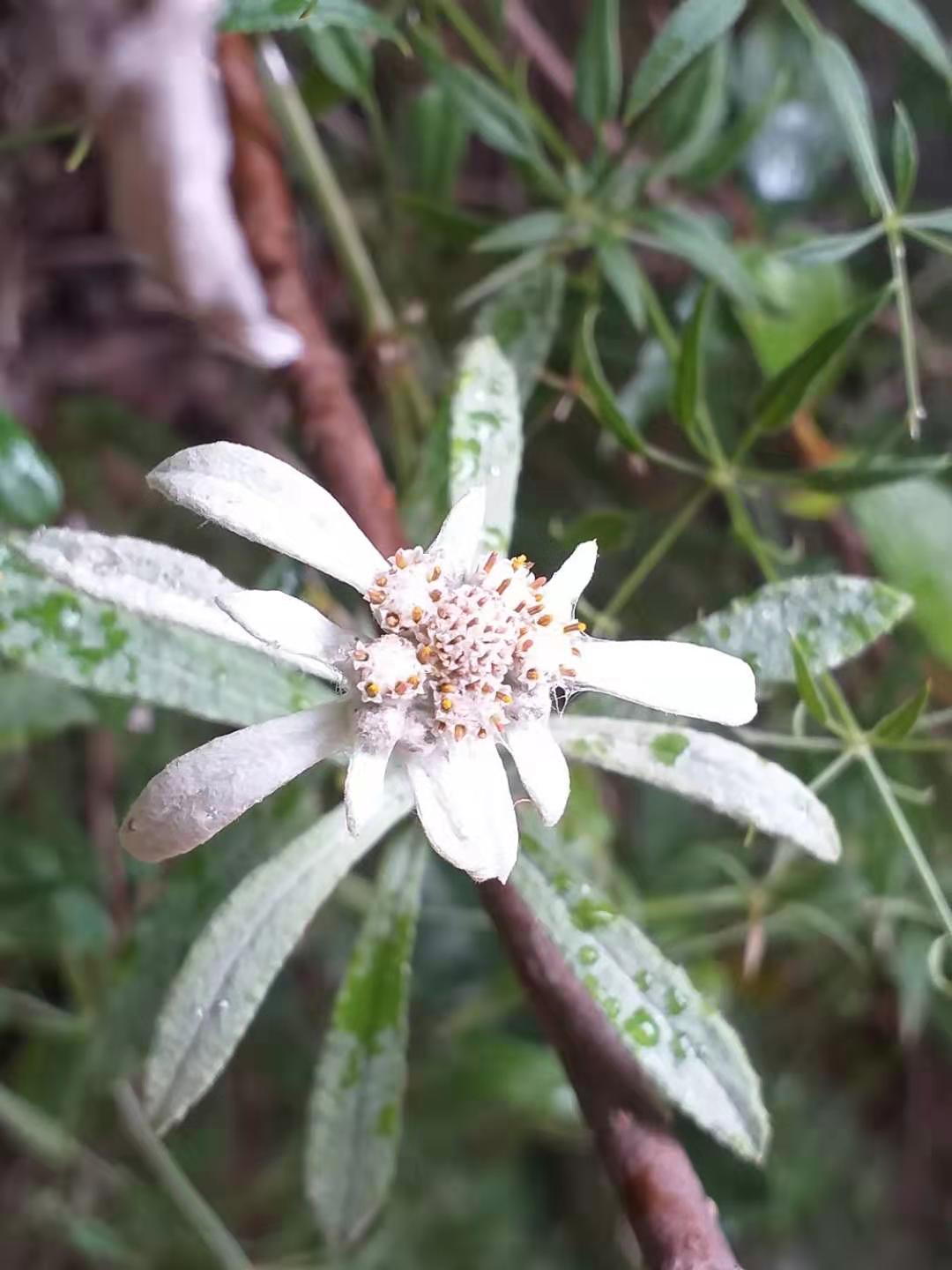
生長在岩壁上的香青，攝於雲南巴拉格宗自然生態園區，中國。
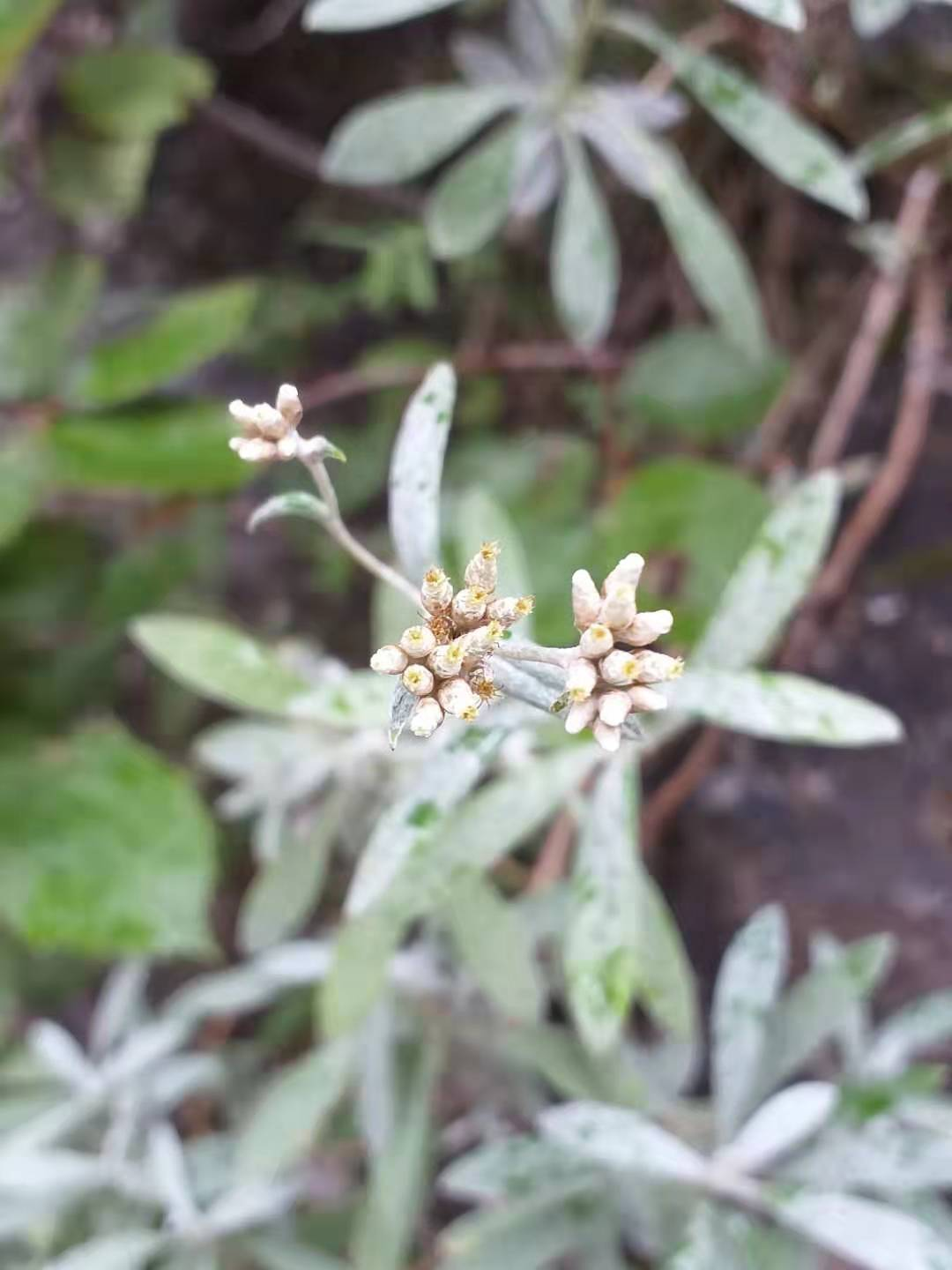
生長在岩壁上的香青，攝於雲南巴拉格宗自然生態園區，中國。
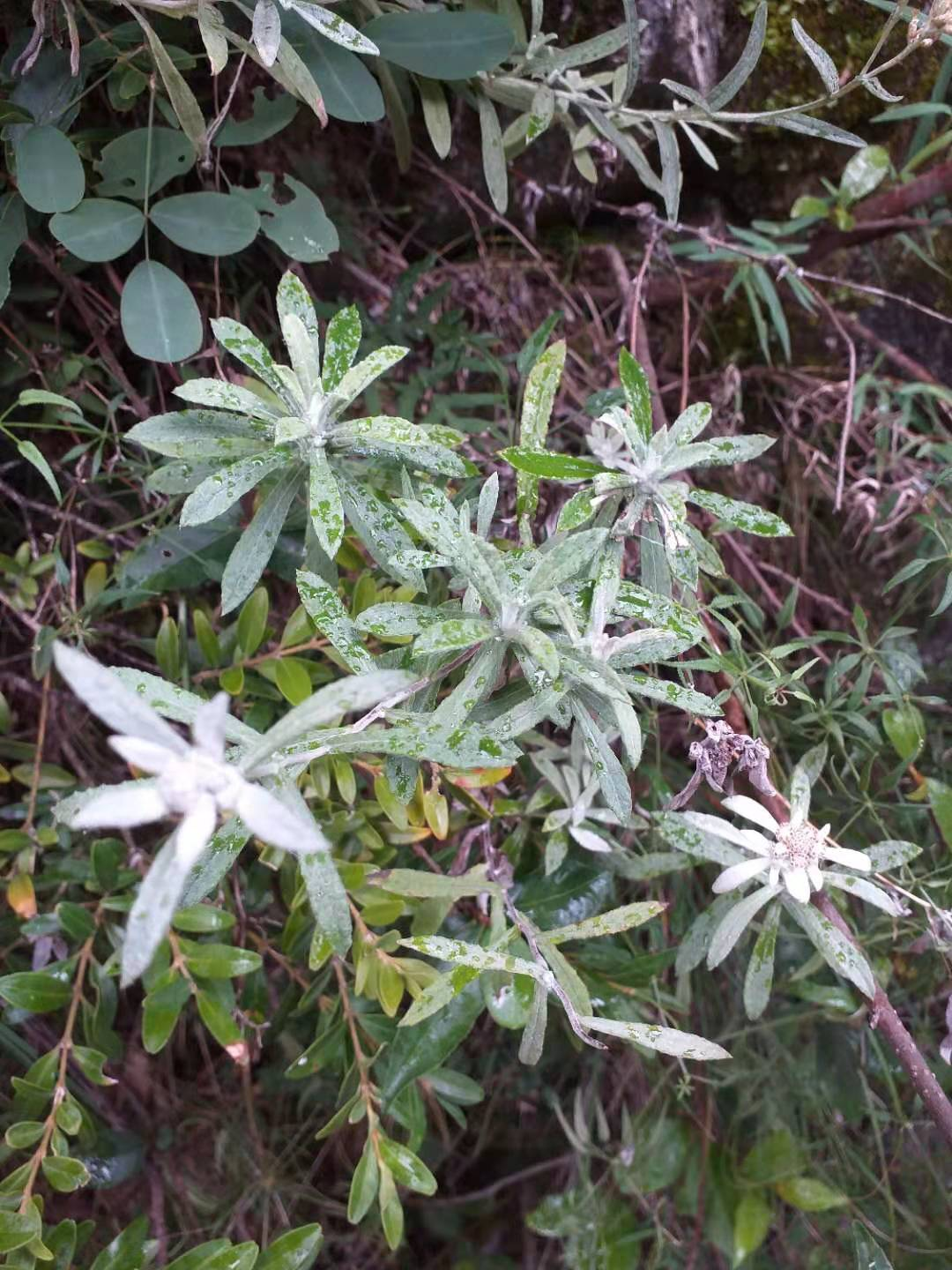
生長在岩壁上的香青，攝於雲南巴拉格宗自然生態園區，中國。
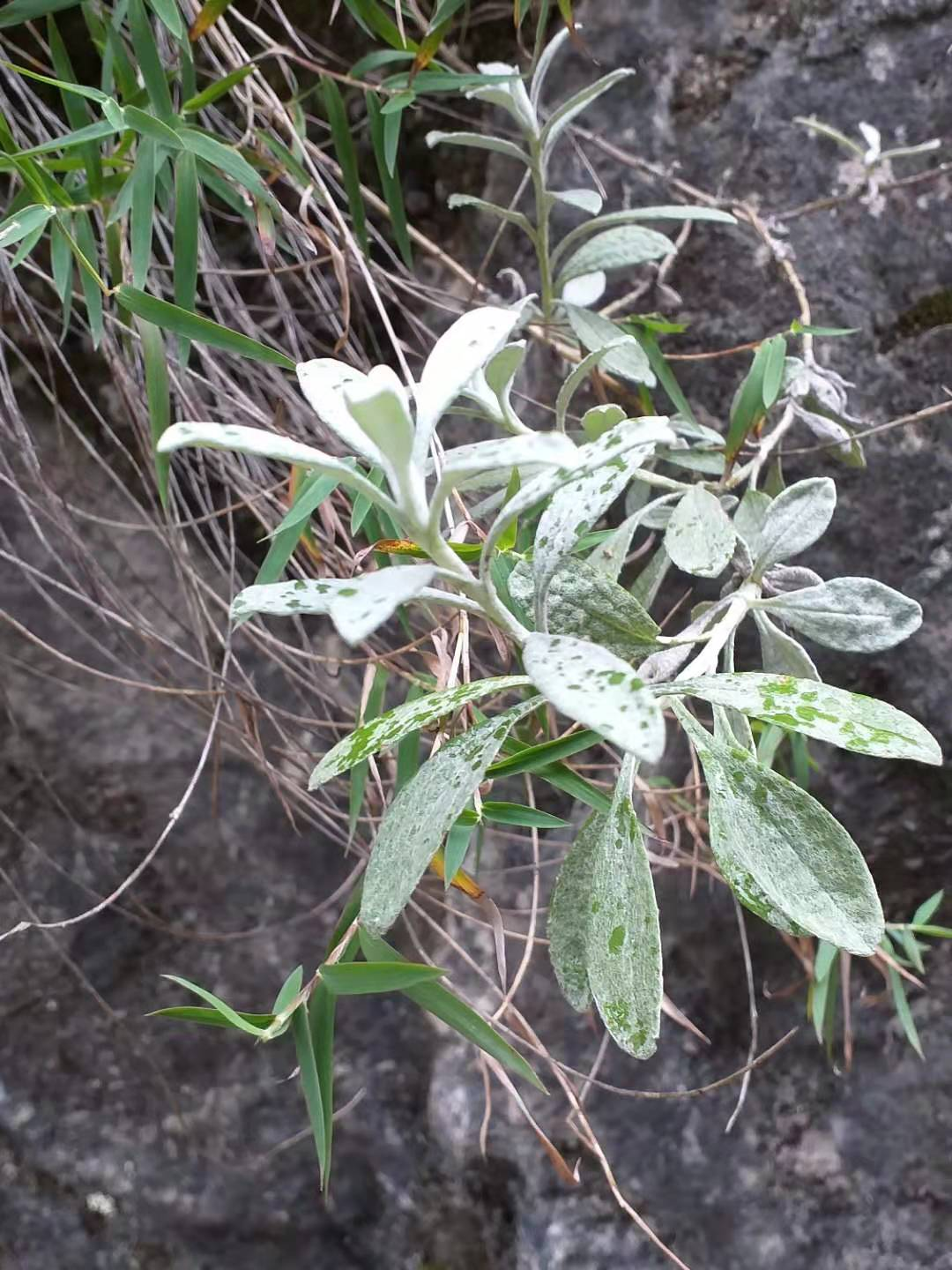
生長在岩壁上的香青，攝於雲南巴拉格宗自然生態園區，中國。
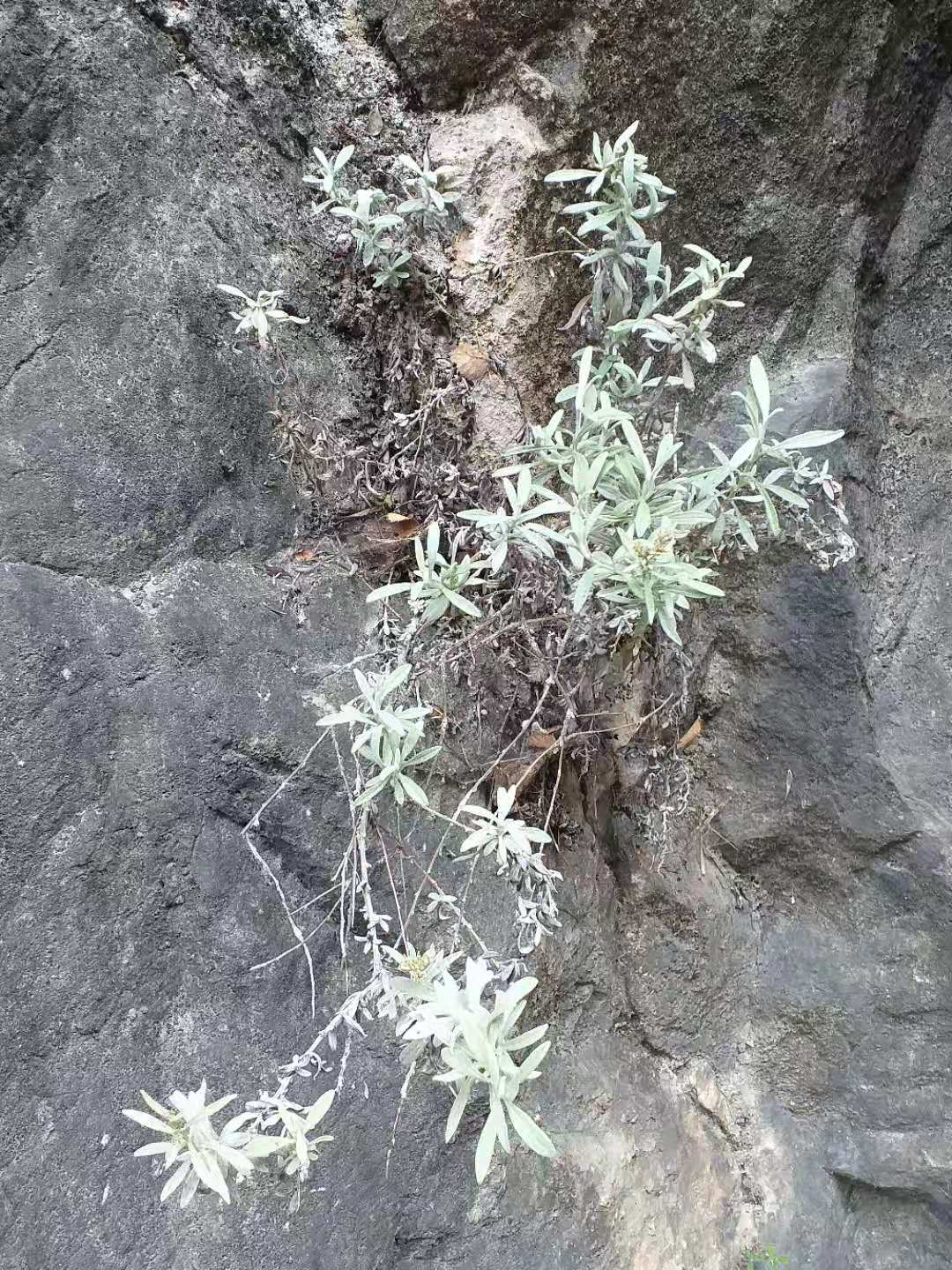
生長在岩壁上的香青，攝於雲南巴拉格宗自然生態園區，中國。
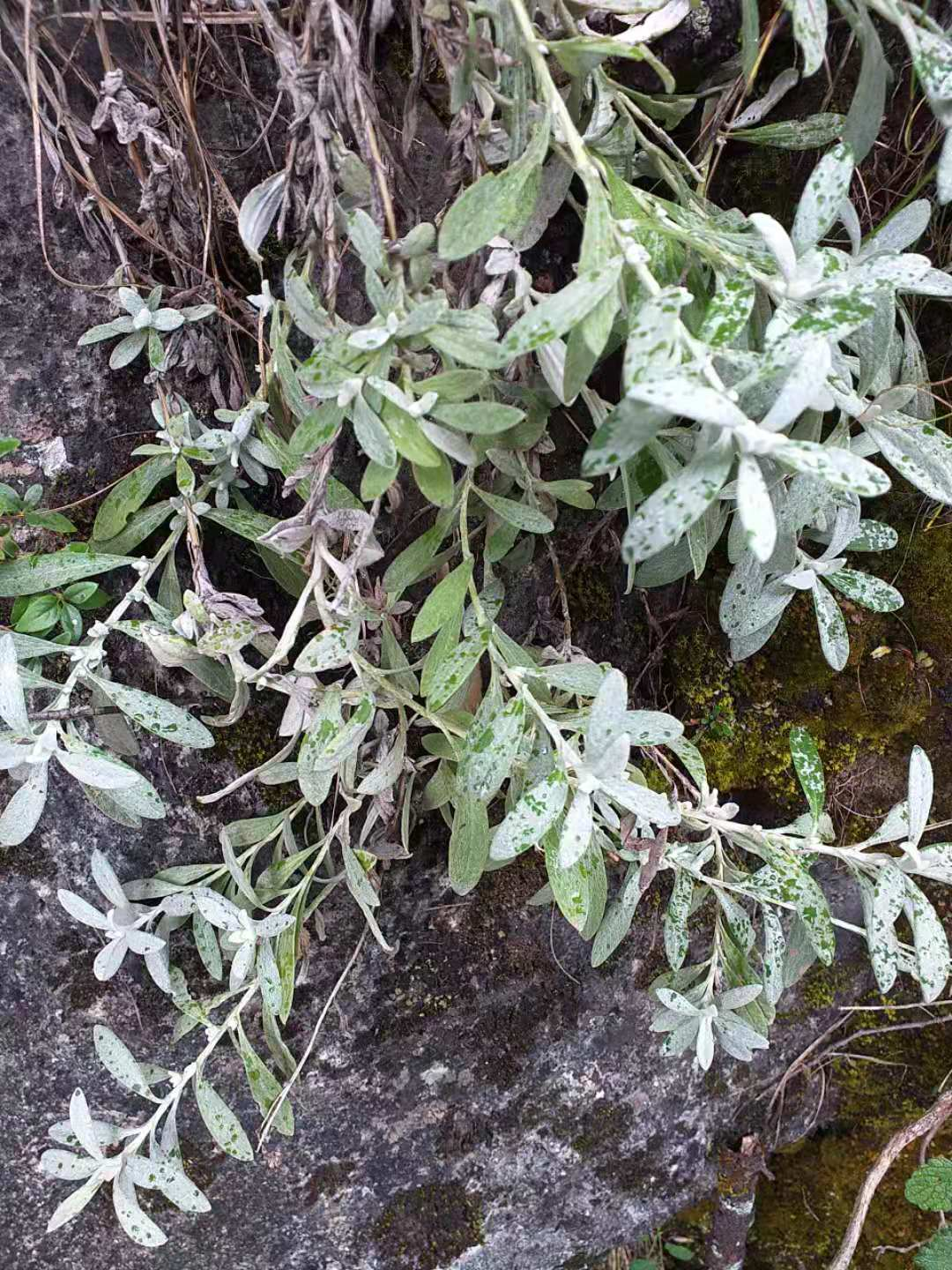
生長在岩壁上的香青，攝於雲南巴拉格宗自然生態園區，中國。

## 引文出處
1. ↑  . （原始内容存档于2020-01-16）. （页面存档备份，存于）